# Robert Zimmermann (budowniczy)
Robert Zimmermann (ur. 30 maja 1844 w Groszowicach, zm. 5 października 1910 w Katowicach) – niemiecki z wyboru przedsiębiorca budowlany polskiego pochodzenia.

## Życiorys
Urodził się jako Robert Czieslik. Gdy miał kilka lat, zmarli jego rodzice i trafił do sierocińca. Nie są znane jego losy z lat młodości, jedna z wersji mówi, że z sierocińca zabrał go mistrz budowlany z Katowic, który nauczył go fachu.
W 1866 r. we wsi Kamieniec wziął ślub z Marią Haydą. Krótko po tym na świat przyszedł jego pierwszy syn Anton, a w 1868 r. już w Katowicach, gdzie przeprowadził się z rodziną w 1867, urodził się Georg. W Katowicach urodził się też jego trzeci syn Karl, którego losy nie są bliżej znane. W tym czasie Robert był już właścicielem działki z domem i warsztatem pomiędzy obecną ulicą Kościuszki (wówczas Beatestraße) a Krzywą.
Od rolników wykupował ziemię na tak zwanym rolnym przedmieściu (Ackervorstadt), w okolicach dzisiejszych ulic Krzywej, Kościuszki i Placu Miarki, gdzie budował kolejne domy. W 1884 r. zbudował pierwszą swoją kamienicę przy ulicy Kościuszki pod numerem 17, w której zamieszkał. Dziesięć lat później przeprowadził się do postawionej również przez siebie kamienicy pod numerem 19, gdzie mieszkał do śmierci. W tym budynku znajdowało się również biuro administracji jego nieruchomości. W odróżnieniu od innych budowniczych tamtej doby, nie sprzedawał budynków, tylko urządzał w nich mieszkania na wynajem. Zbudował na Beatestraße osiem kamienic (numery 8, 10, 12, 17, 18, 19, 20 i 41), trzy kolejne (14, 15, 36) przebudował. Stawiał też kamienice przy dzisiejszych: Warszawskiej, 3 Maja, Gliwickiej, św. Jana, Batorego i Kochanowskiego. Był jednym z najbogatszych przedsiębiorców w Katowicach. W 1914 roku rodzina była właścicielem około osiemdziesięciu katowickich nieruchomości.

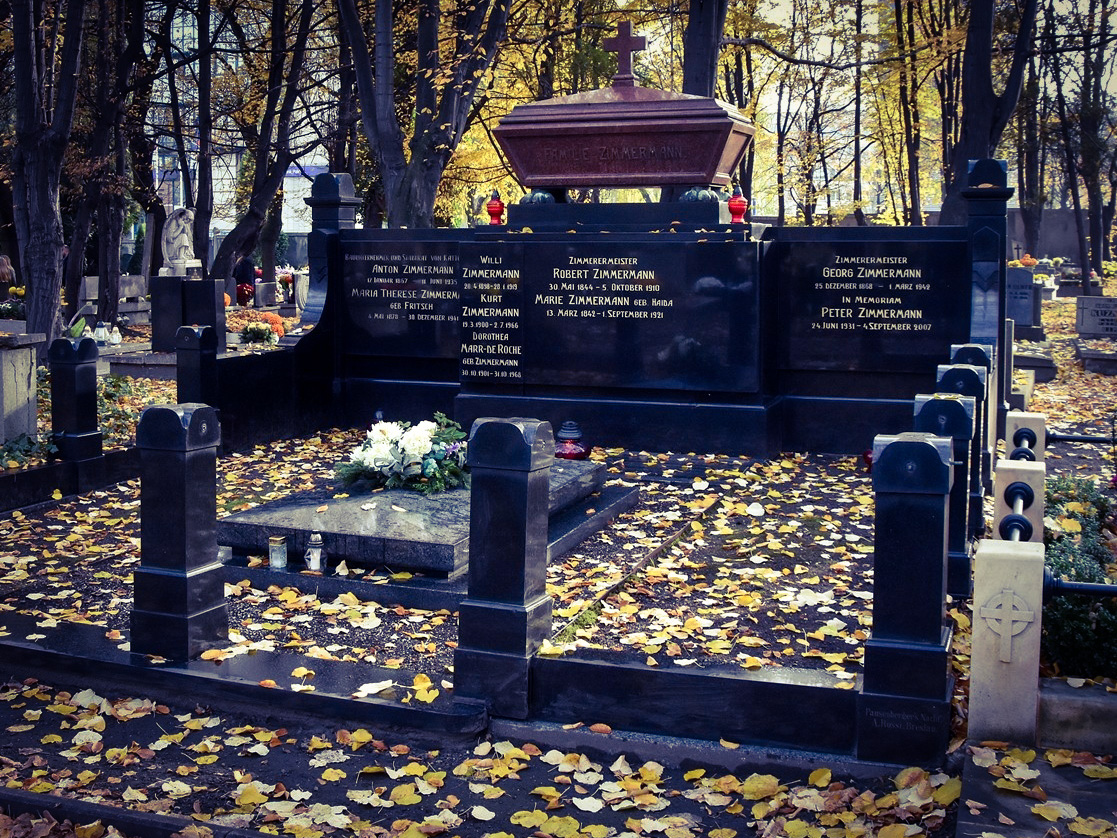
Grobowiec rodziny Zimmermann w Katowicach

W 1896 r. zmienił wyznanie z katolickiego na ewangelickie, a nazwisko na Zimmermann, co jest tłumaczeniem słowa cieśla na niemiecki. Pracował przy rozbudowie ewangelickiego kościoła Zmartwychwstania Pańskiego, wraz z rodziną ufundował w nim trzy witraże boczne, założone przez firmę Müllera z Quedlinburga. Pod koniec życia założył fundację swojego imienia, która wspierała m.in. miejską kuchnię dla ubogich przy Holteistraße 20 (dziś ulica Wojewódzka). Z czasem rodzinne interesy zaczęli prowadzić synowie Anton i Georg, sam Robert mieszkał częściej z córką Klarą i żoną Marią w Berlinie, podróżowali też po świecie.
Pochowany jest w bogatym grobowcu rodzinnym na cmentarzu ewangelickim w Katowicach (kwatera 7-A-3). W czasach PRL grobowiec zachowano, ale skuto nazwy miesięcy po niemiecku. W latach dziesiątych XXI wieku grobowiec odrestaurowano.